# La nit dels ignorants
La nit dels ignorants és un programa radiofònic creat el 1987 per Carles Cuní a Catalunya Ràdio i presentat actualment per Xavier Solà. El programa consisteix en la recepció de trucades telefòniques en les quals els oients fan preguntes i en responen d'altres ja fetes.
El programa es va crear el dia de la Mercè de l'any 1987 en el despatx de Jordi Daroca, aleshores director de Catalunya Ràdio. El títol va ser idea de tot l'equip que l'impulsava i la primera emissió va començar a la una i cinc minuts de la matinada del 5 al 6 d'octubre de 1987. Fins al 1996 va ser presentat per Carles Cuní, però a causa de discrepàncies amb l'emissora va deixar-ho i va agafar el relleu Sílvia Tarragona, que va presentar l'espai durant quatre anys. A continuació va agafar el relleu Ariadna Ferrer per una temporada i, durant tres temporades més (fins al 2004) el presentador va ser Joan Bosch.
A causa de la renovació de la graella de Catalunya Ràdio impulsada per Montserrat Minobis, el programa va ser eliminat de la graella la matinada del 15 al 16 de juliol de 2004, la qual cosa va provocar que un grup d'oients es mobilitzés per intentar que tingués continuïtat. Finalment, al setembre del 2008 es va recuperar el programa, amb Mireia Mallol com a presentadora. El 2010 va agafar el relleu Xavier Solà que va fer una aposta decidida per les xarxes socials i va posar l'afegit 2.0 al títol del programa.
Actualment s'emet sota el títol de "La nit dels ignorants 3.0". L'equip està format per: Xavier Solà, Oriol Fidalgo, Aina Grau i Rafael Bigorra.
Es preveu que a partir de setembre de 2025 el presenti Marta Romagosa.